# Aphrastochthonius parvus
Aphrastochthonius parvus är en spindeldjursart som beskrevs av William B. Muchmore 1972. Aphrastochthonius parvus ingår i släktet Aphrastochthonius och familjen käkklokrypare. Inga underarter finns listade i Catalogue of Life.